# Anyphops schoenlandi
Espèce
Synonymes
- Selenops schoenlandi Pocock, 1902

Anyphops schoenlandi est une espèce d'araignées aranéomorphes de la famille des Selenopidae.

## Distribution
Cette espèce est endémique du Cap-Oriental en Afrique du Sud,. Elle se rencontre vers Graaff-Reinet et Pearston.

## Description
La femelle holotype mesure 16 mm.

## Étymologie
Cette espèce est nommée en l'honneur de Selmar Schönland.

## Publication originale
- Pocock, 1902 : Descriptions of some new species of African Solifugae and Araneae. Annals and Magazine of Natural History, sér. 7, vol. 10, p. 6-27 (texte intégral).